# Gustav Wassiljewitsch Trinkler
Gustav Wassiljewitsch Trinkler (russisch Густав Васильевич Тринклер; * 12. Apriljul. / 24. April 1876greg. in St. Petersburg; † 4. Februar 1957) war ein russischer Maschinenbauingenieur.

## Leben
Trinkler begann 1894 das Studium am St. Petersburger Technologischen Institut. Noch als Student begann er ein Projekt zur Entwicklung eines Verbrennungsmotors mit Kompressionszündung. Als er nach dem IV. Jahreskurs im Sommer 1898 sein Projekt im Entwurf fertiggestellt hatte, stellte ihn das Putilow-Werk ein, in dem er mit dem Bau eines kompressorlosen Hochdruck-Verbrennungsmotors begann, den er Trinkler-Motor nannte. 1899 beantragte er das Patent, das er 1904 erhielt. 1900 begannen die ersten Versuche. Mit dem Motor erreichte er einen Wirkungsgrad von 29 %, was allgemein bewundert wurde und bei den russischen und ausländischen Wärmekraftmaschinenherstellern Ängste auslöste.
Im Frühjahr 1902 ordnete der neue Direktor S. I. Smirnow des Putilow-Werks die Einstellung aller Arbeiten an dem neuen Motor an auf Veranlassung des Erdölindustriellen Emanuel Nobel, der 1897 das Patent für Rudolf Diesels Motor gekauft hatte und nach Arbeiten zur Verbesserung der Konstruktion die Serienproduktion in der Fabrik Ludvig Nobel (später Russischer Diesel) in St. Petersburg aufbaute. Darauf ging Trinkler 1905 nach Hannover zum Gebrüder Körting-Werk und arbeitete dort als Chefkonstrukteur.
Nachdem die Vorteile des Trinkler-Motors von den heimischen Herstellern anerkannt worden waren. kehrte Trinkler Mitte 1907 zurück und wurde Leiter der Abteilung Wärmekraftmaschinen des Sormowo-Schiffbau-Werks in Nischni Nowgorod. 1910 gewannen seine Motoren auf den Ausstellungen von Baku und Jekaterinoslaw die Großen Goldmedaillen. In sowjetischer Zeit wurde dort der erste starke Zweitaktmotor in der UdSSR gebaut. Trinkler gründete dort das MaschinenbauTechnikum und war ihr erster Direktor. 1930 wurde er ohne Verteidigung einer Dissertation zum Doktor der technischen Wissenschaften promoviert. 1934 wurde Trinkler Professor am Institut für Schifffahrt in Gorki, ohne die Verbindung zum Sormowo-Werk aufzugeben.
In Russland gilt Trinkler als Erfinder des Seiliger-Kreisprozesses, obwohl er selbst nicht den Anspruch erhob.
Trinkler war verheiratet und hatte zwei Kinder Juri und Irina.

## Ehrung
- Orden des Roten Banners der Arbeit (1956)